# Blangerval-Blangermont
Blangerval-Blangermont é uma comuna francesa na região administrativa de Altos da França, no departamento de Pas-de-Calais. Estende-se por uma área de 4,61 km². Em 2010 a comuna tinha 102 habitantes (densidade: 22,1 hab./km²).